# Опанасов
Опанасов (укр. Опанасів) — село, входит в Броварский район Киевской области Украины.
Население по переписи 2001 года составляло 196 человек. Почтовый индекс — 07420. Телефонный код — 4594. Занимает площадь 1,35 км². Код КОАТУУ — 3221255501.

## Местный совет
07420, Киевская обл., Броварский р-н, пгт Калита, переул. Юбилейный, 4а